# Tobias Wilner
Tobias Wilner er en dansk filmkomponist, musikproducer, sanger, instruktør, fotograf, pladeselskabsstifter, grundlægger af musikgrupperne Blue Foundation, Ghost Society, New York United og solo projektet Bichi.
Tobias Wilner er mest kendt for at være forsanger og musikproducer i det danske band Blue Foundation, og for sit arbejde som filmkomponist til blandt andet DRs tv-serien Bedrag og Boris Bertrams dokumentarfilm Human Shelter. 

## Diskografi

### Album
- 2000: Wise Guy – Blue Foundation, April Records
- 2001: Blue Foundation – Blue Foundation, April Records
- 2004: Sweep of Days – Blue Foundation, EMI
- 2006: Solid Origami – Blue Foundation, Popgroup
- 2006: Dead People’s Choice – Blue Foundation, EMI
- 2007: Life of a Ghost – Blue Foundation, Astralwerks
- 2009: Notwithstanding – Bichi, Hobby Industries
- 2010: Tankograd Original Soundtrack – Tobias Wilner, Dead People’s Choice Records
- 2012: In My Mind I Am Free – Blue Foundation, Dead People’s Choice Records
- 2013: In My Mind I Am Free Reconstructed – Blue Foundation, Dead People’s Choice Records
- 2016: Bedrag Original Soundtrack – Tobias Wilner, Dead People’s Choice Records
- 2016: Slow Light – Findlay Brown, Nettwerk
- 2016: Blood Moon – Blue Foundation, Dead People’s Choice Records
- 2018: New York United – New York United, 577 Records
- 2019: Human Shelter Original Score – Tobias Wilner, KØИ Records
- 2019: Silent Dream – Blue Foundation, KØИ Records

### EP
- 2008: Erobreren – Bichi, Cactus Island Records
- 2010: Dogs and Desperation – Ghost Society, Minty Fresh
- 2015: Live in Zhangbei – Blue Foundation, Dead People’s Choice Records
- 2016: Eyes on Fire Re-worked – Blue Foundation, Dead People’s Choice Records
- 2016: It Begins – Blue Foundation, Dead People’s Choice Records

### medvirker på
- 1997: A Triumph For Man – Mew, Evil Office
- 2003: Frengers – Mew, Epic Records
- 2004: Jaku – DJ Krush, Sony Music
- 2013: Lost – Trentemøller, In My Room

## Filmografi

### Filmmusik
- 2001: Stacy Ann Chin
- 2005: My Beirut
- 2005: Drabet (title sang)
- 2006: Miami Vice (film)
- 2007: Anna Pihl
- 2008: Diplomacy - the responsibility to protect
- 2008: Twilight
- 2009: All Boys
- 2009: Normal
- 2009: Nobody
- 2010: Tankograd
- 2010: Waking Madison
- 2013: Krigskampagnen
- 2015: Light The Wick
- 2016: Bedrag
- 2016: LA Boys
- 2017: Peelers
- 2018: Human Shelter
- 2019: Krigsfotografen